# Pemba (Mozambique)
Pour les articles homonymes, voir Pemba.
Pemba (anciennement Porto Amélia) est une ville portuaire du Mozambique et le chef-lieu de la province de Cabo Delgado. Sa population s'élève à 141 316 habitants en 2007.

## Géographie

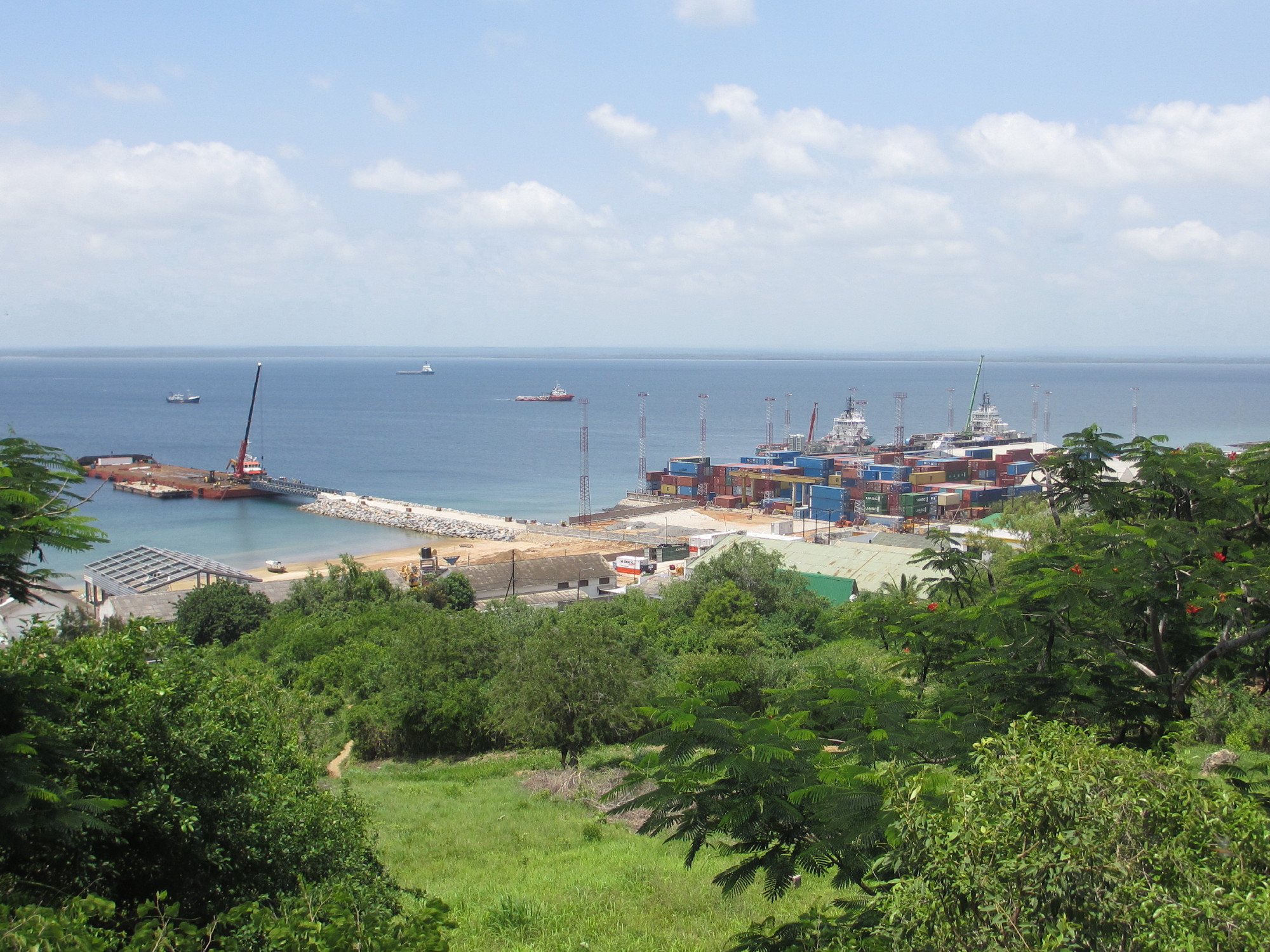
Le port de Pemba.

Pemba est située au bord du canal du Mozambique (océan Indien), à 1 666 km (2 450 km par la route) au nord-est de Maputo. La ville se trouve à l'extrémité d'une des deux péninsules qui déterminent l'entrée de la baie de Pemba, une étendue marine de 10 km du nord au sud et de 10 km d'est en ouest. L'entrée de la baie est large de 2,3 km.

## Histoire
Avant la période de la colonisation portugaise, la région était visitée par des pêcheurs malgaches et swahilis. La première tentative d'occupation portugaise eut lieu au milieu du XIXe siècle avec la construction d'un fort, abandonné quelques années plus tard. Le Portugal occupa le site en 1898 lorsque la nouvelle Compagnie du Niassa (Companhia do Niassa), qui détenait le pouvoir d'administrer le territoire, y établit un petit poste. La ville elle-même fut fondée en 1904 et reçut le nom de Porto Amélia en hommage à la dernière reine de Portugal, Amélie d'Orléans.
Avec la fin de la Compagnie du Niassa en 1929, Porto Amélia devint la capitale de la nouvelle province de Cabo Delgado. Porto Amelia fut élevée au rang de vila le 19 décembre 1934 et de cidade le 18 octobre 1958. La ville se développa autour de son port. Elle a été renommée Pemba, en 1976, après l'indépendance du Mozambique.

## Population
Les habitants de la ville sont surtout des Makuas, des Makondés et des Mwanis. La langue parlée est principalement connue comme makua, bien que le portugais soit largement répandu.
Recensements ou estimations de la population :
| 1921 | 1930  | 1935  | 1940  | 1960   |
| ---- | ----- | ----- | ----- | ------ |
| 800  | 1 600 | 2 000 | 4 900 | 21 000 |

| 1980   | 1986   | 1997   | 2007    | 2017    |
| ------ | ------ | ------ | ------- | ------- |
| 43 000 | 50 215 | 88 149 | 141 316 | 201 846 |

## Religion
Pemba est le siège d'un diocèse catholique créé le 5 avril 1957.

## Tourisme

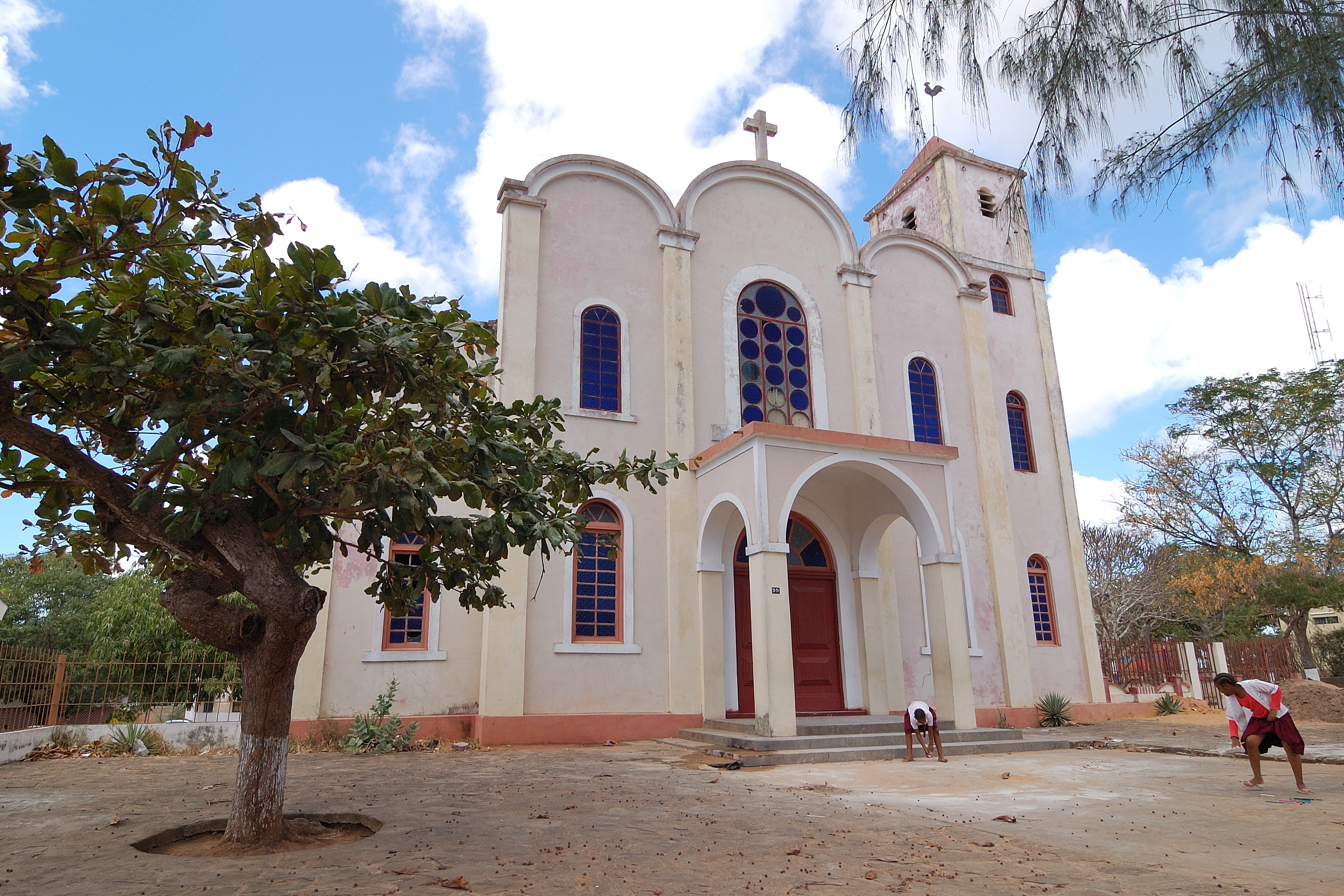
La cathédrale Saint-Paul de Pemba

La ville est réputée pour son architecture coloniale portugaise. Dans le centre de Pemba, un marché local propose des produits d'art et d'artisanat, comme de l'argenterie traditionnelle. Située dans la baie de Pemba, la ville a toujours été assez éloignée des grandes voies commerciales, ce qui lui a permis de préserver sa beauté naturelle. La plage de Wimbe est l'une des plus belles du Mozambique. Pemba est appréciée par les amateurs de plongée sous-marine en raison des récifs de corail qui se trouvent près de la côte. Elle devient une destination touristique, fréquentée par la classe moyenne des Mozambicains et des Sud-Africains. Il existe désormais un vol hebdomadaire de Johannesburg à Pemba, un hôtel cinq étoiles, le Pemba Beach Hotel, des restaurants, etc.

## Jumelage
- Aveiro (Portugal)